# キャンパスクイーン
キャンパスクイーン（CampusQueen）は、芸能事務所スペースクラフト・エンタテインメントにある女子大生セクションの名称で、各大学のミス・コンテスト出場者により構成される女子大生ユニットである。略称：キャンクイ、CQ。
スペースクラフト・エンタテインメントキャンパスクイーン事業部所属。

## 主な仕事
- JDクイーン
- デジタル写真集
- D1GPシリーズ公式サポーター
- FM富士「What's JOGIN」レギュラーアシスタント（キャンパスクイーン放送部）
- AbemaTV Special チャンネル「VS女子大生～バトルする女たち～」
- GYAO! ニュースな女子大生と加藤浩次

## 主なメンバー
| 氏名                             | 生年月日               | 出身地   | 大学               | 備考                                     |
| -------------------------------- | ---------------------- | -------- | ------------------ | ---------------------------------------- |
| 愛河莉音 （あいかわ りお）       | 2002年7月29日（22歳）  | 東京都   | 日本大学           |                                          |
| 青山波月 （あおやま なつ）       | 2001年9月4日（23歳）   | 埼玉県   | 立教大学           |                                          |
| 綾瀬まる （あやせ まる）         | 2002年1月17日（23歳）  | 兵庫県   | 上智大学           |                                          |
| 石川英利佳 （いしかわ えりか）   | 2002年6月18日（22歳）  | 東京都   | 成蹊大学           | ミスコン2021ファイナリスト               |
| 石本菜々子 （いしもと ななこ）   | 2002年8月9日（22歳）   | 神奈川県 | 慶應義塾大学       | ミスSFCコンテスト2022グランプリ          |
| 内田ゆめ （うちだ ゆめ）         | 1999年8月20日（25歳）  | 埼玉県   | 東京女子大学       |                                          |
| 大久保麗衣 （おおくぼ れい）     | 2001年1月4日（24歳）   | 愛知県   | 明治大学           |                                          |
| 大坂愛美 （おおさか あみ）       | 1999年6月20日（25歳）  | 埼玉県   | 明治薬科大学       | ミスコン2019グランプリ                   |
| 太田ゆうな （おおた ゆうな）     | 2001年6月13日（23歳）  | 千葉県   | 慶應義塾大学       |                                          |
| 大山愛翔 （おおやま まと）       | 2001年2月26日（24歳）  | 神奈川県 | 桜美林大学         | Campus Award2022審査員特別賞             |
| 岡野紗弥 （おかの さや）         | 2003年6月26日（21歳）  | 東京都   | 上智大学           |                                          |
| 小川彗 （おがわ すい）           | 2001年11月1日（23歳）  | 福岡県   | 日本大学           |                                          |
| 小野田あやさ （おのだ あやさ）   | 2001年4月12日（24歳）  | 東京都   | フェリス女学院大学 |                                          |
| 小俣絵里佳 （おまた えりか）     | 2000年7月5日（24歳）   | 東京都   | 慶應義塾大学       | ミス慶應理工コンテスト2019               |
| 加島可蓮 （かしま かれん）       | 2001年12月7日（23歳）  | 東京都   | 青山学院大学       |                                          |
| 川合咲緒 （かわい さきお）       | 2002年5月9日（22歳）   | 新潟県   | 東京音楽大学       |                                          |
| 木村咲彩 （きむら さや）         | 2002年4月27日（23歳）  | 東京都   | 一橋大学           |                                          |
| 久原彩青 （くはら あお）         | 1999年8月29日（25歳）  | 静岡県   | 東京慈恵会医科大学 |                                          |
| 栗原優奈 （くりはら ゆな）       | 2002年9月5日（22歳）   | 東京都   | 日本女子体育大学   |                                          |
| 黒崎愛萌 （くろさき あも）       | 2004年1月21日（21歳）  | 愛知県   | 国立音楽大学       |                                          |
| 黒柗光生 （くろまつ みつき）     | 2003年12月9日（21歳）  | 兵庫県   | 明治学院大学       |                                          |
| 小清水伶奈 （こしみず れな）     | 2002年3月20日（23歳）  | 神奈川県 | 東洋英和女学院大学 | ミスユニバーシティ2022日本大会第3位      |
| 小林優渚 （こばやし ゆうな）     | 2003年6月29日（21歳）  | 神奈川県 | 東京未来大学       | ティーンゆかたアワード2022ファイナリスト |
| 小林由季 （こばやし ゆき）       | 2001年9月10日（23歳）  | 東京都   | 立教大学           |                                          |
| 権藤ゆかり （ごんどう ゆかり）   | 2002年3月29日（23歳）  | 神奈川県 | 日本大学           |                                          |
| 齋藤栞 （さいとう しおり）       | 1998年8月29日（26歳）  | 神奈川県 | フェリス女学院大学 |                                          |
| 齋藤美羽 （さいとう みう）       | 1999年8月16日（25歳）  | 千葉県   | 慶應義塾大学       |                                          |
| 佐藤花菜 （さとう かな）         | 2000年10月18日（24歳） | 東京都   | 学習院大学         | Campus Award2022セミファイナリスト       |
| 紗矢香 （さやか）                | 2000年7月1日（24歳）   | 高知県   | 東京音楽大学       |                                          |
| 澤本侑 （さわもと ゆう）         | 2003年10月28日（21歳） | 神奈川県 | 日本大学           |                                          |
| 清水咲良 （しみず さくら）       | 2000年11月26日（24歳） | 北海道   | 国立音楽大学       |                                          |
| 白桃朱桃 （しらもも すもも）     | 2001年8月11日（23歳）  | 神奈川県 | 東京理科大学       |                                          |
| 鈴木釈良 （すずき しゃら）       | 2002年3月21日（23歳）  | 茨城県   | 洗足学園音楽大学   |                                          |
| 関口音花 （せきぐち おとは）     | 2003年6月28日（21歳）  | 東京都   | 関西学院大学       |                                          |
| 髙橋那菜子 （たかはし ななこ）   | 2002年3月6日（23歳）   | 東京都   | 慶應義塾大学       |                                          |
| 龍村仁美 （たつむら ひとみ）     | 2003年11月8日（21歳）  | 東京都   | 上智大学           |                                          |
| 辻野真衣 （つじの まい）         | 2000年10月31日（24歳） | 兵庫県   | 東京理科大学       | ミスコン2021グランプリ                   |
| 東森可純 （とうもり かすみ）     | 2001年8月23日（23歳）  | 滋賀県   | 立命館大学         |                                          |
| 東森夕果 （とうもり ゆか）       | 2003年10月6日（21歳）  | 滋賀県   | 立命館大学         |                                          |
| 中井葉月 （なかい はづき）       | 2001年8月23日（23歳）  | 和歌山県 | 桃山学院大学       |                                          |
| 中崎花音 （なかざき かのん）     | 2001年2月14日（24歳）  | 茨城県   | 尚美学園大学       |                                          |
| 永田愛茉 （ながた えま）         | 2001年9月27日（23歳）  | 神奈川県 | 日本大学           |                                          |
| 野口かんな （のぐち かんな）     | 2001年10月19日（23歳） | 東京都   | 日本大学           |                                          |
| 西村美穂 （にしむら みほ）       | 2002年9月2日（22歳）   | 東京都   | 立教大学           |                                          |
| 二宮優香 （にのみや ゆか）       | 2002年5月8日（22歳）   | 愛媛県   | 学習院大学         |                                          |
| 花咲芽衣 （はなさき めい）       | 2002年6月13日（22歳）  | 福岡県   | 千葉工業大学       | FreshCampusAward2021ファイナリスト       |
| 林美月 （はやし みづき）         | 2001年8月31日（23歳）  | 東京都   | 日本大学           |                                          |
| 平田こころ （ひらた こころ）     | 2001年3月5日（24歳）   | 東京都   | 立教大学           |                                          |
| 廣井若葉 （ひろい わかば）       | 2002年6月29日（22歳）  | 神奈川県 | 慶應義塾大学       |                                          |
| 楓渚 （ふうな）                  | 2002年10月20日（22歳） | 埼玉県   | 尚美学園大学       |                                          |
| 藤井貝吏 （ふじい かいり）       | 2001年9月20日（23歳）  | 大阪府   | 甲南女子大学       |                                          |
| 藤井珠生 （ふじい たまき）       | 2000年10月22日（24歳） | 東京都   | 東京都立大学       | Campus Award2022グランプリ               |
| 藤咲と子 （ふじさき とこ）       | 2000年5月27日（24歳）  | 宮城県   | 東京外国語大学     |                                          |
| 藤原一楓 （ふじわら いちか）     | 2002年11月12日（22歳） | 埼玉県   | 日本大学           |                                          |
| 船久保あやみ （ふなくぼ あやみ） | 2001年9月20日（23歳）  | 神奈川県 | フェリス女学院大学 |                                          |
| 堀陽菜 （ほり はるな）           | 2003年3月5日（22歳）   | 兵庫県   | 桜美林大学         |                                          |
| 本條杏実 （ほんじょう あみ）     | 1999年11月20日（25歳） | 東京都   | 洗足学園音楽大学   |                                          |
| 真嶋はとり （ましま はとり）     | 2002年8月26日（22歳）  | 山形県   | 帝京大学           |                                          |
| 松下華菜 （まつした はるな）     | 2001年4月19日（24歳）  | 東京都   | 慶應義塾大学       |                                          |
| 水野伶海 （みずの れみ）         | 1999年7月16日（25歳）  | 石川県   | 慶應義塾大学       |                                          |
| 梁島菜々美 （やなしま ななみ）   | 2001年10月5日（23歳）  | 栃木県   | 埼玉大学           |                                          |
| 山崎泉琴 （やまざき みこと）     | 2002年10月29日（22歳） | 長野県   | 桜美林大学         |                                          |
| 山田凜花 （やまだ りんか）       | 1999年10月10日（25歳） | 福岡県   | 上智大学           |                                          |
| 理衣 （りい）                    | 2003年12月25日（21歳） | 埼玉県   | 法政大学           |                                          |

## 過去のメンバー
- 相川莉夏（青山学院大学）
- 蒼乃菜月（慶應義塾大学）
- 秋月香七（慶應義塾大学）
- 天沢律（成城大学）
- 天野なな実（明治学院大学/ミスコン2015ファイナリスト/テレビ愛知アナウンサー）
- 天野真彩（立教大学）
- 網野ひかり（東京工業大学/ミスコン2017ファイナリスト）
- Aya（立正大学／ミスコン2017準グランプリ）
- 荒井葉月（中央大学）
- 荒木亜美里（東洋大学）
- 有澤由真（大阪大学/ミスコン2014準グランプリ/政治家）
- ALICE（川村学園女子大学）
- アヤカ（早稲田大学）
- 安重柚菜（明治学院大学）
- 安東凛香（駒澤大学/ミスコン2018ファイナリスト）
- 飯島冬月（成城大学院）
- 飯田芹莉奈（日本大学/ミスコン2015ファイナリスト）
- 飯山玲南（上智大学）
- 池田芽以（東洋英和女学院大学/ミスコン2017グランプリ）
- 池田莉彩（日本大学）
- 石黒絢子（学習院大学）
- 石塚つばさ（日本大学/ミスコン2018ファイナリスト）
- 石丸千賀（昭和音楽大学/SUPER☆GiRLS元メンバー）
- 石森香花（明治学院大学/ミスコン2017ファイナリスト）
- 磯有沙（成城大学）
- 磯香菜（白百合女子大学/ミスコン2015ファイナリスト）
- 市川珠良（昭和音楽大学）
- 市川怜美（学習院大学）
- 一色絢巳（駒澤大学/スペースクラフト）
- 伊藤彩華（立教大学/2020年ファイナリスト/スターダストプロモーション）
- 伊藤舞（玉川大学/ミスコン2016グランプリ）
- 稲川みなみ（早稲田大学）
- 井上綾夏（獨協大学/ミスコン2015グランプリ/ホリプロ）
- 井上真理子（お茶の水女子大学/ミスコン2014ファイナリスト）
- 今井智尋（帝京大学）
- 今村玲似良（立教大学）
- 岩崎琴美（実践女子大学）
- 岩本愛未（新渡戸文化短期大学）
- 上野瑚子（慶應義塾大学/ミスコン2018準グランプリ）
- 上原りゆき（駒澤大学/ミスコン2015準グランプリ）
- 氏家夏乃（実践女子大学/ミスコン2015ファイナリスト）
- 宇田川那奈（京都大学大学院）
- 内田秀美（大東文化大学/ミスコン2017ファイナリスト）
- 内田里奈（東京理科大学）
- 梅林聖（成城大学）
- 江上由莉奈（東京理科大学/ミスコン2016ファイナリスト）
- 江川理沙（共立女子大学/ミスコン2017ファイナリスト）
- 江口実玖（立正大学/ミスコン2018グランプリ/とちぎテレビアナウンサー）
- エレナ（早稲田大学）
- 追川美樹（跡見学園女子大学/ミスコン2016ファイナリスト）
- 大石まりな（早稲田大学）
- 大谷葉月（京都造形芸術大学）
- 大西百合子（関西学院大学/ミスコン2017ファイナリスト/スペースクラフト）
- 大野幸（フェリス女学院大学）
- 岡崎みさと（成城大学）
- 岡田彩花（成蹊大学/ミスコン2014グランプリ/ミスオブミス2015アナトレ賞/シグマ・セブンフェイス）
- 岡田瑶美（専修大学/ミスコン2018ファイナリスト）
- 岡本真由子（早稲田大学）
- 岡森黎
- 小川琴美（埼玉大学/ミスコン2017グランプリ）
- 沖野綾亜（東京女子大学/琉球放送アナウンサー）
- 奥田美来（東京理科大学/ミスコン2018ファイナリスト）
- 小倉日南子（実践女子大学/ミスコン2016ファイナリスト）
- 小田雪菜（日本大学/ミスコン2019グランプリ）
- 小野緒芽（京都大学）
- 葛西蘭（東海大学/ミスコン2017グランプリ）
- 梶愛海（慶應義塾大学）
- 歌倉千登里（フェリス女学院大学）
- 勝又万姫恵（聖心女子大学）
- 加藤なつ（首都大学東京/ミスコン2015ファイナリスト）
- 加藤ゆり（一橋大学）
- 奏（尚美学園大学）
- 川口マミ（慶應義塾大学SFC/2017準グランプリ/OL）
- 川瀬まりあ（実践女子大学/ミスコン2013準グランプリ）
- 川野紗季（京都大学）
- 菅野梓（専修大学/ミスコン2017グランプリ）
- 岸波香桜（東洋大学/ミスコン2015グランプリ/フリーアナウンサー）
- 吉川薫（慶應義塾大学）
- 久遠景子（立教大学）
- 工藤舞子（駒澤大学/ミスコン2017準グランプリ/NHK鳥取放送局契約キャスター）
- 工藤梨央（明治大学）
- 久宝莉子（明治大学）
- 栗原紗彩（上智大学）
- 栗本苑（横浜市立大学/ミスコン2014グランプリ/ミスオブミス2015審査員特別賞/第一生命ホールディングス社員）
- 桒田綾夏（駒澤大学）
- 郡司奈桜（日本大学）
- 郷田さくら（実践女子大学/ミスコン2016グランプリ）
- 甲田友莉子（帝京大学）
- 鴻野友紀（お茶の水女子大学/ミスコン2016ファイナリスト）
- 小太刀瑞姫（洗足学園音楽大学）
- 後藤萌子（清泉女子大学/ミスコン2017準グランプリ）
- 小林サラ（日本女子体育大学）
- 小林千優（日本大学）
- 小林由季（杏林大学）
- 小湊一凜（慶應義塾大学）
- 小宮奈々（日本大学）
- 斉藤瑞希（日本大学/ミスコン2017グランプリ）
- 齋藤千尋（大妻女子大学）
- 彩良菜月（日本女子体育大学）
- 榊原汐織（桜美林大学）
- 榊原莉奈（白百合女子大学/ミスコン2014グランプリ）
- 坂西春加（尚美学園大学）
- 坂本紫帆（杏林大学）
- 坂本美咲（跡見学園女子大学）
- 崎濱祥子（お茶の水女子大学/お茶パラ2017ファイナリスト）
- 櫻木みゆ（東亜大学）
- 佐々木陽菜（共立女子大学）
- 笹田華純（明治大学/ミスコン2016ファイナリスト）
- 佐瀬桃子（帝京平成大学）
- 佐藤愛美（東洋大学）
- 佐藤逸香（共立女子短期大学）
- 佐藤美香（清泉女子大学/ミスコン2016ファイナリスト）
- 佐藤玲奈（駒澤大学/ミスコン2018ファイナリスト/テレビユー福島契約アナウンサー）
- 佐野瑞稀（跡見学園女子大学）
- 咲来（多摩美術大学）
- 柴垣映里奈（芝浦工業大学/ミスコン2018ファイナリスト）
- 篠原かをり（慶應義塾大学）
- 嶋本瀬那（明治学院大学）
- 志摩あやの（日本大学）
- 清水きおい（お茶の水女子大学/2014ファイナリスト）
- 宿輪ゆき（東洋英和女学院大学/ミスコン2018ファイナリスト/NHK甲府放送局契約キャスター）
- 白濱伶奈（実践女子大学）
- 末井櫻子（関西学院大学/ミスコン2017ファイナリスト）
- 末岡志保美（横浜国立大学/ミスコン2014グランプリ/スペースクラフト）
- 菅真鈴（國學院大學/ミスコン2018準グランプリ）
- 杉田亜弥（埼玉大学/ミスコン2015ファイナリスト）
- 杉田友里（日本大学/シグマ・セブンフェイス）
- 鈴川りさ（戸板女子短期大学）
- 鈴木茉由（獨協大学/ミスコン2014準グランプリ）
- 鈴木珠友（フェリス女学院大学/ミスコン2015ファイナリスト）
- 鈴木唯花（武蔵野美術大学）
- 須見円香（明治大学）
- 住吉さつき（実践女子大学/ミスコン2015グランプリ）
- 関根愛莉（日本大学）
- 高尾美有（帝京大学/ミスコン2014準グランプリ/スペースクラフト）
- 高折沙羅（早稲田大学院）
- 高桑マホ（東京理科大学/ミスコン2018ファイナリスト）
- 高瀬彩華（聖徳大学）
- 高野志帆（千葉大学/ミスコン2017グランプリ）
- 高野はるか（上智大学短期大学部）
- 高橋茉莉（専修大学/ミスコン2015ファイナリスト）
- 高橋茉里奈（東海大学/ミスコン2017ファイナリスト）
- 田ヶ原恵美（日本大学/ミスコン2015準グランプリ/Voicy広報）
- 高森史子（上智大学/ミスコン2018ファイナリスト）
- 田川紗永（帝京大学/ミスコン2017グランプリ）
- 武田美玲（東京大学）
- 橘穂奈美（上智大学）
- 田中志奈（群馬県立女子大学）
- 環（桐朋学園大学）
- 辻谷実夏（慶應義塾大学/R&E）
- 辻野日可里（関西外国語大学）
- 對馬桜花（立教大学）
- 堤佳奈恵（帝京大学/ミスコン2015グランプリ）
- 寺坂真里奈（桜美林大学ミスコン2018グランプリ）
- 長尾愛佳（武蔵野大学/ミスコン2018グランプリ）
- 中尾安里（跡見学園女子大学/ミスコン2016グランプリ）
- 中川真桜（東洋大学）
- 中島菜々（東京農業大学）
- 中島ゆかい（桜美林大学/ミスコン2015グランプリ）
- 中谷彩伽（共立女子大学/ミスコン2018グランプリ）
- 中野萌花（お茶の水女子大学/お茶パラ2017グランプリ）
- 仲美咲（中村学園短期大学/オフィスケン）
- 中村美紅（東海大学/ミスコン2018グランプリ）
- 中村優花（武蔵野大学/ミスコン2018ファイナリスト）
- 中山涼乃（大妻女子大学）
- 奈菜恵（学習院女子大学）
- 新家利奈（武蔵野大学/ミスコン2016準グランプリ）
- 西明日翔（明治学院大学）
- 西澤由夏（中央大学/ミスコン2013グランプリ/AbemaTVアナウンサー）
- 錦亜季実（獨協大学）
- 西山菜津子（東京女子大学）
- 似鳥めぐみ（慶應義塾大学）
- 布川玲菜（尚美学園大学）
- 野島詩織（早稲田大学）
- 野地優奈（國學院大學/ミスコン2014ファイナリスト/OL）
- 野村真由美（東洋大学/スペースクラフト）
- 袴田明里（成城大学）
- 橋本佳奈（中央大学/ミスコン2016準グランプリ）
- 橋本紗奈（中央大学/ミスコン2018ファイナリスト）
- 長谷川実咲（慶應義塾大学）
- 長谷川萌花（明治学院大学/ミスコン2014ファイナリスト）
- 花井彩乃（慶應義塾大学）
- 林奈央（早稲田大学）
- 晴奈（東洋学園大学）
- 坂野真理（上智大学/オスカープロモーション）
- 日高優希（お茶の水女子大学/ミスコン2017グランプリ/テレビ新潟アナウンサー）
- ひなた真琴（日本大学）
- 平賀咲乃（清泉女子大学/ミスコン2017ファイナリスト）
- 平田うらら（立教大学）
- 廣木葵（桜美林大学/ミスコン2016準グランプリ）
- 廣澤和音（横浜市立大学）
- 深澤京花（洗足学園音楽大学）
- 深澤るい（明治学院大学/ミスコン2018ファイナリスト）
- 福田純梨（明治大学/第五回 '声優魂'）
- 福田ひかり（青山学院女子短期大学）
- 福成まなみ（桐朋学園芸術短期大学）
- 藤田絢奈（専修大学/ミスコン2016ファイナリスト）
- 舩田美子（青山学院大学/元seeDream川瀬美子）
- 古市玲奈（明治学院大学/ミスコン2017準グランプリ）
- 古澤里佳（立教大学/ミスコン2017グランプリ）
- 細沼紗花（國學院大學/ミスコン2018グランプリ）
- 堀葵衣（首都大学東京/ミスコン2017グランプリ/静岡放送アナウンサー）
- 本田依里佳（立教大学/ミスコン2018ファイナリスト）
- 本間彩菜（関西大学）
- 牧村一穂（慶應義塾大学/ミスコン2018準グランプリ）
- 牧村里奈（東京理科大学/ミスコン2017準グランプリ）
- 増子紗良（武蔵野大学/ミスコン2015グランプリ）
- 益山慧子（早稲田大学）
- 町遥香（学習院大学/UUUM株式会社）
- 松井まり（中央大学/ミスコン2017ファイナリスト）
- 松井りな（中央大学/ミスコン2016ファイナリスト/スペースクラフト）
- 松岡資佳（実践女子大学）
- 松田絵里沙（明治学院大学/ミスコン2018ファイナリスト）
- 松野怜奈（白百合女子大学）
- 松本直子（駒澤大学/ミスコン2016ファイナリスト）
- 松本侑里香（日本女子大学）
- 丸尾望実（首都大学東京/ミスコン2017ファイナリスト）
- 丸山果恋（東洋大学/ミスコン2016準グランプリ）
- 三浦乙華（和洋女子大学）
- 三浦英怜奈（早稲田大学）
- 三浦梨鈴（成城大学）
- 三木芙美佳（東洋英和女学院大学/ミスコン2019ファイナリスト）
- 三木茉莉（専修大学/ミスコン2014ファイナリスト）
- 三上珠英瑠（東洋大学/ミスコン2017ファイナリスト）
- 水谷萌（お茶の水女子大学/ミスコン2015ファイナリスト）
- 三関紗彩（桜美林大学/ミスコン2017準グランプリ）
- 峯彩香（東洋英和女学院大学/ミスコン2015グランプリ）
- 宮澤麗早（早稲田大学）
- 宮本遥（日本大学）
- 向井明美（早稲田大学）
- 村上奈菜（東京音楽大学/スペースクラフト）
- 村松円香（学習院大学/ミスコン2019ファイナリスト）
- MERUMO（桜美林大学）
- 望月萌衣（学習院大学）
- 本谷七海（上野学園大学）
- 安井優亜（日本大学）
- 柳琴伊（千葉大学/ミスコン2018準グランプリ）
- 山下由奈（長崎女子短期大学）
- 山田凜子（首都大学東京/ミスコン2018グランプリ）
- 山徳まりな（国際基督教大学）
- 山中愛莉彩（明治学院大学）
- 山本真央（お茶の水女子大学/ミスコン2019ファイナリスト）
- 雪嶋桃葉（成城大学）
- 優里菜（明治大学）
- 吉岡優希（慶應義塾大学）
- 吉屋菜々子（明治大学）
- 吉田弥（お茶の水女子大学/ミスコン2017ファイナリスト）
- 吉野妙（大和大学）
- 横溝南都海（桜美林大学/ミスコン2016ファイナリスト）
- 横山桜子（東京薬科大学）
- 横山桃子（芝浦工業大学/ミスコン2017ファイナリスト）
- 蘭珂（産業能率大学）
- リリー・ローレン（早稲田大学）
- 結城モエ（慶應義塾大学/ミスコン2014ファイナリスト/スペースクラフト）
- 脇田茉奈（東京理科大学/ミスコン2015ファイナリスト）
- 脇田璃奈（東京理科大学/ミスコン2018グランプリ）
- 渡辺桜子（実践女子大学）
- 渡辺菜津葉（名古屋芸術大学）
- 渡辺磨玲（国士館大学）

## 出演

### 配信番組
- VS女子大生〜バトルする女たち〜（2016年8月6日 - 2017年3月18日、AbemaTV）[5][6]
- ニュースな女子大生と加藤浩次（2018年3月27日 - 、GYAO!）[2]

## 作品

### デジタル写真集
- キャンパスクイーンコレクション―あの大学の、気になるあの子たち―（2015年10月29日、文春e-Books、撮影：根本好伸）[7][8]
- キャンパスクイーンコレクション 晴れ着スペシャル（2016年1月29日、文春e-Books、撮影：根本好伸）
- キャンパスクイーンコレクション Summer Special（2016年9月30日、文春e-Books、撮影：熊谷貫）
- キャンパスクイーンコレクション 晴れ着スペシャル 2017（2017年1月27日、文春e-Books、撮影：熊谷貫）
- キャンパスクイーンコレクション Smile! Fresh! Jump!（2017年11月17日、文春e-Books、撮影：松田忠雄）[9]
- キャンパスクイーンコレクション 晴れ着スペシャル2018（2018年1月31日、文春e-Books、撮影：白澤正）[10]
- ミスキャンパス大図鑑2017（2018年2月20日、文春e-Books、撮影：白澤正、根本好伸）